# Centaurea bimorpha
Centaurea bimorpha — вид квіткових рослин айстрових (Asteraceae). Ареал включає такі території: Марокко, Західна Сахара, Алжир, Туніс, Лівія, Єгипет (зокрема й Синайський півострів); інтродукований до Канарських островів.

## Середовище
Населяє дюни, піщані степи пустельних районів.

## Біоморфологічна характеристика
Багаторічна рослина, запушена, h=(10)20–30(40) см, багатостовбурна, з тонкими стеблами. Прикореневі листки черешкові, розеткоподібні, запушені, загалом лопатево-перистороздільні; стеблові листки сидячі з зубчастими краями. Квіткові головки на верхівках гілок, іноді 1–2 сидячі первинні, поодинокі, в центрі прикореневої розетки. Обгортка з 5–7-рядними шипами, шкірясті, жовтувато-зелені, зовнішні з пальчасто-остистим придатком. Квітки пурпурові. Цвітіння: квітень — червень. Сім'янки субциліндричні, світло-коричневі, ледь запушені, стиснуті, 4–5 мм; папус 4–4.5 мм.